# Esteban Valencia (Fußballspieler, 1972)
Esteban Andrés Valencia Bascuñán (* 8. Januar 1972 in Santiago de Chile) ist ein ehemaliger chilenischer Fußballspieler und -trainer. Der Mittelfeldspieler absolvierte 48 Länderspiele.

## Karriere

### Verein
Esteban Valencia debütierte 1991 bei Universidad de Chile und wurde 2016 zu einer der wichtigsten 50 Personen des Klubs gewählt. Jedoch wurde der Mittelfeldspieler 1993 erst zu Provincial Osorno verliehen. Nach seiner Leihe kehrte er zu La U zurück und gewann vier Meisterschaften und zwei Pokalsiege. Bei der Copa Libertadores 1996 erreichte der Universitätsverein das Halbfinale. 2000 gelang dem Klub sogar das Double, auch wenn Valencia nur eine Halbserie bei Universidad de Chile spielte und dann nach Argentinien zum CA Colón wechselte. 
Nach einem Jahr kam Valencia nach Chile zurück, spielte für Deportes Puerto Montt, den CD Palestino und Universidad Católica. 2005 bis 2006 spielte er noch einmal für Universidad de Chile und wechselte seine letzten beiden Karrierejahre zum indonesischen Klub Persegi Bali FC, wo er gemeinsam mit seinem Landsmann Francisco Rotunno spielte. 2008 beendete Valencia dort seine Karriere und spielte in Chile Beachsoccer.

### Nationalmannschaft
Esteban Valencia gab sein Debüt im April 1994 für Chile beim Freundschaftsspiel gegen die USA. 1995 gewann Valencia mit Chile den Canada Cup. Der Mittelfeldspieler erzielte bei den 2:1-Erfolgen gegen Nordirland und Kanada jeweils den 1:1-Ausgleichstreffer.
Bei der Copa América 1995 spielte Valencia in den ersten beiden Gruppenspielen von Beginn an, im dritten Gruppenspiel gegen Bolivien wurde er in der 33. Spielminute für Clarence Acuña eingewechselt. Chile kam nach zwei Niederlagen und einem Unentschieden mit nur einem Punkt nicht über die Gruppenphase hinaus. Die Copa América 1997 in Bolivien beendete La Roja nach drei Niederlagen ohne Punkt in der Gruppenphase. Valencia stand in allen drei Spielen in der Startelf. Zudem absolvierte er sechs Qualifikationsspiele für die Weltmeisterschaft 1998, für das Endturnier in Frankreich nominiert wurde Valencia allerdings nicht von Nationaltrainer Nelson Acosta nominiert.
Bei der Copa América 1999 erreichte Chile das Halbfinale und wurde nach der Niederlage im Spiel um Platz 3 Turniervierter. Valencia bestritt dabei die beiden Gruppenspiele gegen Mexiko als Startelfspieler und gegen Venezuela als Einwechselspieler. Im Spiel um Platz 3 gegen Mexiko wurde der 1,66 m große Mittelfeldspieler erneut eingewechselt.
Im September 2001 absolvierte Valencia sein letztes Länderspiel bei der Qualifikation zur Weltmeisterschaft 2002, für die sich Chile letztlich nicht qualifizieren konnte. Bei der 0:2-Niederlage gegen Venezuela ersetzte er nach 67 Spielminuten Stürmer Claudio Núñez. Insgesamt kommt Valencia auf 48 Länderspieleinsätze, in denen er vier Tore erzielte.

### Trainer
Ab 2012 arbeitete Esteban Valencia als Jugendtrainer bei Universidad de Chile. 2018 und 2021, nach der Entlassung von Rafael Dudamel, wurde der frühere Nationalspieler als Interimstrainer der Profimannschaft bestimmt. 2021 wurde er darüber hinaus bis Ende der Spielzeit zum Trainer bestimmt, trat aber im Oktober zurück. Im Januar 2023 hörte er auch als Jugendtrainer des Klubs nach elf Jahren auf.

## Erfolge
Universidad de Chile
- Chilenischer Meister (4): 1994, 1995, 1999, 2000
- Chilenischer Pokalsieger: 1998, 2000